# Європейський день мов
Європейський день мов — свято, що відзначається 26 вересня. Проголошене Радою Європи під час Європейського року мов 6 грудня 2001-го. Основна мета — заохочення вивчення мов як у школах, так протягом усього життя людини, при цьому поняття європейських мов мається в ширшому сенсі, аніж сукупність офіційних мов країн-членів ЄС.

## Історія дня
Свято встановлено 6 грудня 2001 року наприкінці Європейського року мов Радою Європи за підтримки Європейського Союзу з метою надихнути жителів Європи на вивчення мов, бо збереження та розвиток мов, зокрема малих, декларується як офіційна мовна політика Євросоюзу. Єврокомісія зазначає, що Європейський день мов ставить за мету прийти від популяризації мультилінгвізму до вивчення громадянами ЄС іноземних мов упродовж життя та неурядового співробітництва.

## Традиції свята
У багатьох країнах проходять конференції, семінари, лекції та відкриті уроки в навчальних закладах, концерти, виставки.

## Примітні факти
На території Європи налічується 225 автохтонних мов, більш 2/3 яких або вже вимерли, або знаходяться на межі зникнення в результаті поступової асиміляції (наприклад, ірландська мова, кельтські мови).

## Сучасні тенденції
Як іноземних мов в Європі, якими володіють європейці, виділяються: англійська (38 %), німецька (15 %), французька (14 %), російська (7 %), іспанська (5 %), італійська (3 %).
Традиційно слабо вивчаються західними і південними європейцями слов'янські та угро-фінські мови, останні зазвичай сприймаються як складні через відсутність родинних зв'язків з індоєвропейськими мовами. Збільшується привабливість ряду великих неіндоевропейских мов: китайська, арабська, турецька, корейська.